# Лобас, Пётр Калиникович
Пётр Калиникович Лобас (23 июня 1916, Ляличи, Никольск-Уссурийский уезд, Приморская область, Российская империя — 1 апреля 1985, Москва, СССР) — полковник Советской Армии, участник Великой Отечественной войны, Герой Советского Союза (1945).

## Биография
Пётр Лобас родился 23 июня 1916 года в селе Ляличи (ныне — Михайловский район Приморского края). Окончил начальную школу и школу фабрично-заводского ученичества, после чего работал столяром. В 1939 году Лобас окончил Московский авиационный техникум, после чего работал на московских авиазаводах. В октябре 1940 года он был призван на службу в Рабоче-крестьянскую Красную Армию. В сентябре 1941 года он окончил Армавирскую военную авиационную школу лётчиков. С сентября 1942 года — на фронтах Великой Отечественной войны. В боях два раза был ранен.
К концу войны гвардии капитан Пётр Лобас командовал эскадрильей 86-го гвардейского истребительного авиаполка 240-й истребительной авиадивизии 1-й воздушной армии 3-го Белорусского фронта. За время своего участия в боях он совершил 163 боевых вылета, принял участие в 31 воздушном бою, сбив 16 вражеских самолётов (все победы одержаны лично.
Указом Президиума Верховного Совета СССР от 19 апреля 1945 года за «мужество и героизм, проявленные в боях» гвардии капитан Пётр Лобас был удостоен высокого звания Героя Советского Союза с вручением ордена Ленина и медали «Золотая Звезда».
После окончания войны Лобас продолжил службу в Советской Армии. В 1951 году он окончил Военно-воздушную академию. В декабре 1959 года в звании полковника Лобас был уволен в запас. Проживал в Москве, работал в ОКБ Сухого. Скончался 1 апреля 1985 года, похоронен на Кунцевском кладбище Москвы.
Был также награждён двумя орденами Красного Знамени, орденами Александра Невского, Отечественной войны 1-й степени, двумя орденами Красной Звезды, рядом медалей.